# Okada Keisuke
Okada Keisuke (Fukui, 20 de gener de 1868 - Tòquio, 17 d'octubre de 1952) va ser un militar de la marina i polític japonès, primer ministre del Japó entre 1934 i 1936, període durant el qual va intentar moderar la influència del militars extremistes en el Govern.
Va néixer a Fukui, fill d'un clan samurai local. Va fer carrera militar a la marina. Va graduar-se de l'Acadèmia Naval el 1899 i de l'Escola de Guerra Naval el 1901. Va servír a la Guerra russo-japonesa (1904-1905) com a vicecomandant del creuer pesant Kasuga, i després serví com a director de les Oficines de Personal Naval i Control de Flotes, director general del Departament de Control de Flotes i viceministre de Marina. El 1924 va assolir el grau d'almirall i va ser nomenat comandant en cap de la flota combinada. Posteriorment, va ser nomenat ministre de Marina dels governs de Tanaka Giichi (1927). Va deixar el càrrec el 1929 i esdevingué conseller militar; va estar present a la Conferència Naval de Londres sobre desarmament de 1930, on va tenir un paper important i va demostrar la seva habilitat com a mediador. Tornà a esdevenir ministre durant el govern de Saitō Makoto (1932).
El 1934 va esdevenir primer ministre i va assumir també el ministeri d'Afers d'Ultramar. Durant el seu mandat va aparèixer una teoria controvertida que interpretava la posició de l'emperador com un òrgan més de l'estat, defensada pel professor Minobe Tatsukichi de la Universitat de Tòquio. Aquesta idea xocava amb la doctrina de la divinitat de l'emperador que defensaven els militars més extremistes de la dreta, que van responsabilitzar a Okada de la teoria de Minobe i consegüentment el van censurar. A més, va presentar els tres principis del ministre d'Exteriors Kōki Hirota al govern nacionalista xinès l'octubre de 1935, cercant mantenir l'statu quo, motiu pel qual també va ser criticat. El 26 de febrer de 1936 va ser objectiu d'un atemptat per part de joves oficials de l'exèrcit, però va sobreviure a l'atac. Tanmateix, poc després va dimitir assumint la responsabilitat d'una sèrie d'incidents que van succeir durant el seu govern.
El 1937 es va unir a un grup d'estadistes d'alt nivell i va romandre com una figura important de la política japonesa fins després de la Segona Guerra Mundial. Va intentar de manera infructuosa que el Japó entrés en guerra amb els Estats Units. Després, en la darrera etapa de la guerra, quan el Japó estava a prop de la derrota, va col·laborar i esmerça esforços per posar fi al conflicte cercant derrocar el govern de Tōjō, per després entrar en converses de pau amb els aliats.